# 사탕수수밭쥐
사탕수수밭쥐 또는 검은들쥐(Rattus sordidus)는 시궁쥐속에 속하는 설치류의 일종이다. 오스트레일리아와 인도네시아, 파푸아뉴기니에서 발견된다. 오스트레일리아에서 퀸즐랜드 주 북부와 쇼얼워터 만과 같은 남쪽처럼 동부 해안을 따라 분포한다.